# Jeanne Du Londel
Marie-Jeanne Du Londel, född Chateauneuf 1706, död 1772 i Stockholm, var en fransk skådespelare och teaterdirektör. Hon var ledare för den franska Du Londel-truppen som uppträdde i Sverige under frihetstiden från 1753 till 1756. 
Jeanne Du Londel var gift med skådespelaren Jean Du Londel (eller Dulondel). Hon blev mor till Louis Du Londel och Louise Du Londel. Omkring år 1734 fick hon sonen Adolf Fredriksson med den blivande svenske kungen Adolf Fredrik.
Hon var aktiv i Haag 1738–1740. Mellan 1748 och 1753 var hon engagerad i Köpenhamn med sin makes teatersällskap. De uppträdde då även i Norge 1749.  Sällskapet var uppskattat, och P. F. Suhm skrev en satir över det 1750. 
År 1753 blev hon sällskapets direktör i kompanjonskap med Pierre de Laynay. Detta år upphörde sällskapets engagemang i Köpenhamn. Hennes kollega Laynay vistades under våren i Stockholm som sällskapets ombud för att underhandla om ett engagemang vid svenska hovet, där drottning Lovisa Ulrika länge hade velat engagera ett franskt teatersällskap. Teatersällskapet anlände samma år till Sverige, där de under säsongen 1753–1754 fick dela lokal med det svenska teatersällskapet i Bollhusteatern innan detta helt överläts på dem. Du Londel och Laynay fick först samarbeta med Fredrik Wilhelm Hastfehr, som dock i november 1754 byttes ut mot överintendenterna Cronstedt och Adelcrantz. Truppen var mer eller mindre en hovtrupp, som följde det kungliga hovet och spelade offentligt i Bollhuset vid Slottsbacken på vintern och i slottsteatrarna på somrarna.
Jeanne Du Londel överlät år 1756 ledarskapet för sällskapet på sin son Louis Du Londel: hennes svärdotter Marguerite Morel kom att bli en av teaterns största stjärnor. Den franska teatertruppen avskedades av Gustav III efter hans trontillträde år 1771. Jeanne Du Londel stannade i Stockholm där hon avled året därpå.